# Casa del Partido Colorado
La Casa del Partido Colorado, es el nombre de un edificio ubicado en Montevideo, capital de Uruguay, en un solar cuya primera edificación se construyó a finales del siglo XIX y que pasó por varios propietarios a lo largo de su historia hasta que en 1942 fue adquirido por César Batlle Pacheco, naciendo la actual "Casa del Partido". Actualmente funciona como sede central del Partido Colorado.
El edificio se encuentra en la actual calle Andrés Martínez Trueba Nº 1271 entre la calle San José y la calle Soriano, en el barrio Cordón de Montevideo.

## Características
Se ingresa a la Casa del Partido Colorado a través de una entrada en mármoles nobles construida a finales del siglo XIX y de dos puertas cancel de época con cristales finamente tallados. A través de ella se accede a un patio, bajo una gran claraboya, con pavimento en damero blanco y negro de mármol, delimitado por columnas de acero torneadas.

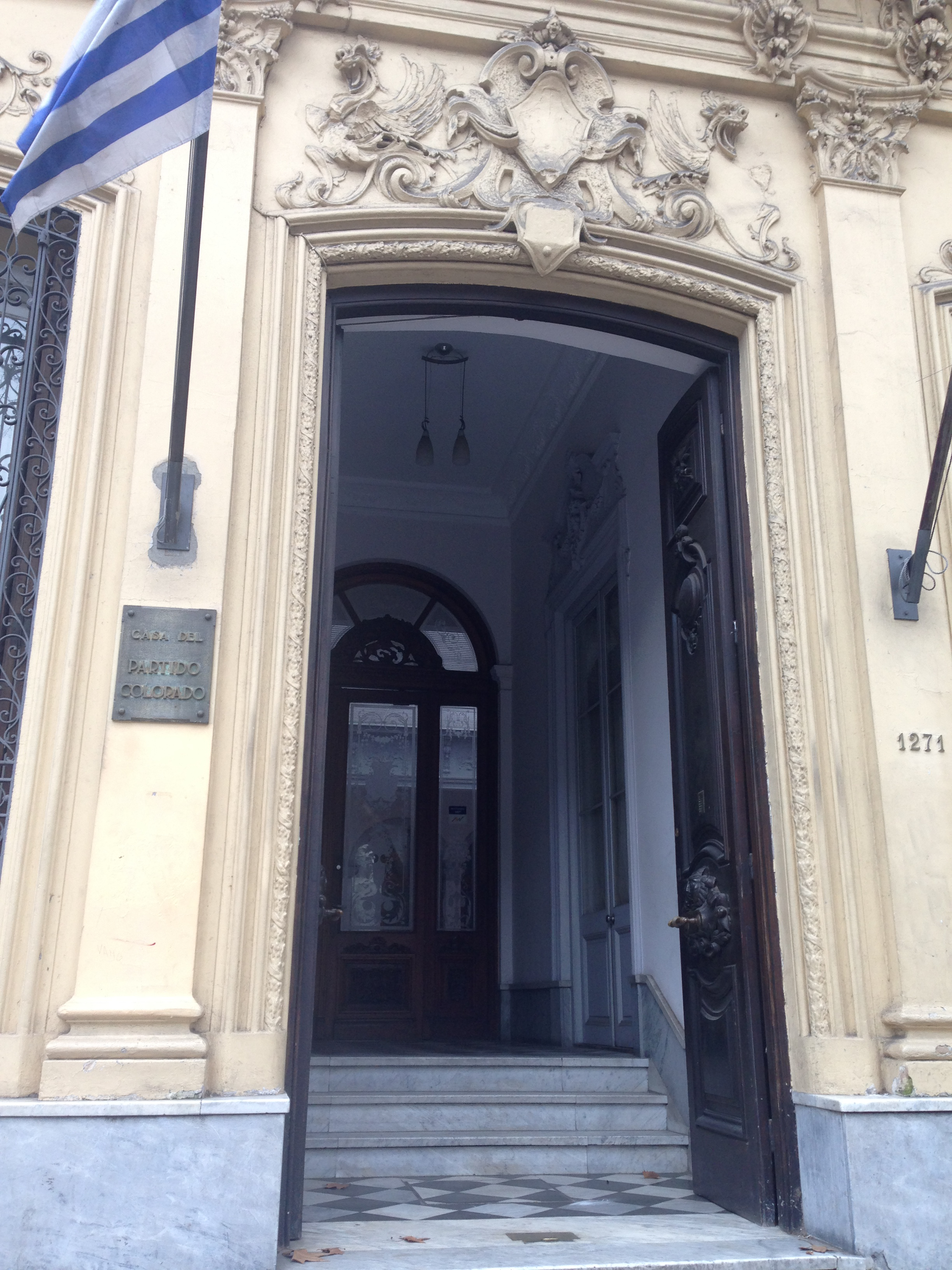
Entrada a la Casa del Partido Colorado

Áreas administrativas y de reunión rodean a este patio, que da acceso a la sala de sesiones del Comité Ejecutivo Nacional. A través de la circulación lateral se accede a otro patio menor que hace las veces de antesala a la histórica Sala de la Convención, la que se ilumina simbólicamente con la histórica máxima de José Batlle y Ordóñez: “La historia de las asambleas es la historia de la libertad”.

## Historia
La salida fiscal del solar en el que se encuentra la casa partidaria fue autorizada en 1833 por el primer Secretario del primer gobierno de Uruguay (la primera presidencia de Fructuoso Rivera), el magistrado Francisco Araúcho. Este solar fue adquirido por María Corbella.
En 1836, con el nacimiento de las divisas tradicionales, el terreno fue comprado por Ramón Massini, heredándolo a su muerte su hija Dolores y luego su nieta Flora Grenfell Massini de Haigh en 1871. 
María Engracia Parker compró el solar en 1882, y lo vendió al año a Adolfo Nubeel, quién construirá el primer edificio del cual se tienen noticias. Por ejecución hipotecaria el inmueble pasó a propiedad de Antonio Agustini en 1893, y luego a su hijo Antonio S. Agustini.
En 1905, en la primera presidencia de José Batlle y Ordóñez, Casimira Chavarria de Cordero y su hija Josefina compran el inmueble.
El 8 de febrero de 1942 se realiza, ante el Esc. Jorge Carbonell, la compraventa del inmueble a nombre de uno de los hijos de Batlle y Ordóñez, César Batlle Pacheco. Después de una campaña de recolección de fondos entre adherentes batllistas se iniciaron los trabajos de reciclado de la antigua casa y luego de un tiempo se sumarían los inmuebles que dan a las calles San José y Soriano.
Batlle Pacheco dispuso que a su muerte se legara “al sublema Batllismo de Partido Colorado, los inmuebles situados entre las calles Soriano, Vázquez, San José y Médanos”.

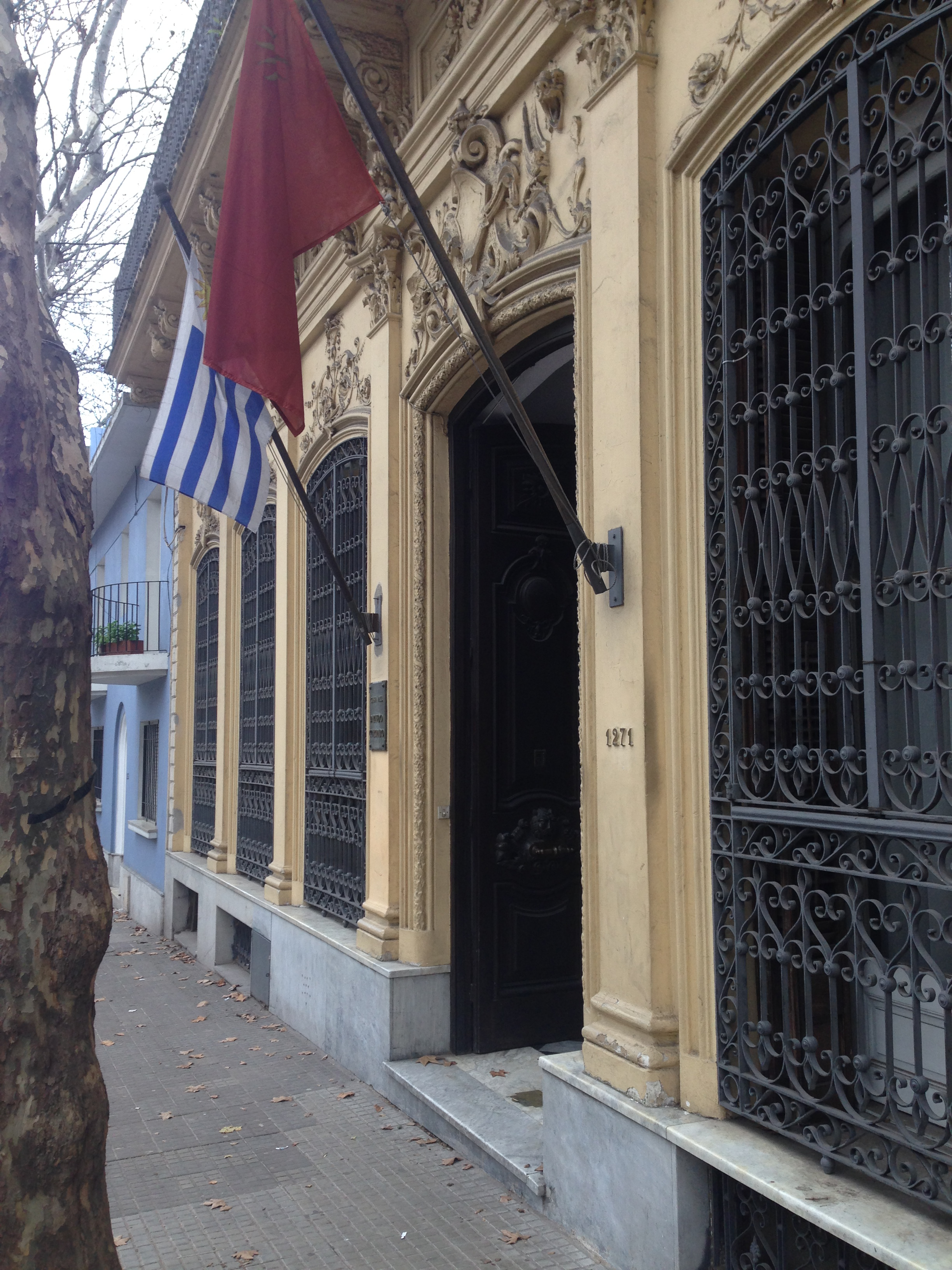

A lo largo de todas sus décadas de funcionamiento hasta la actualidad ha albergado actividades partidarias, culturales e incluso deportivas.